# Soubrebost
Soubrebost é uma comuna francesa na região administrativa da Nova Aquitânia, no departamento de Creuse. Estende-se por uma área de 20,76 km². Em 2010 a comuna tinha 142 habitantes (densidade: 6,8 hab./km²).